# Maciej Górski (reżyser)
Maciej Górski (ur. 4 czerwca 1971 w Warszawie) – polski reżyser i scenarzysta.

## Życiorys
Absolwent scenopisarstwa w PWSFTViT w Łodzi oraz reżyserii na Wydziale Radia i Telewizji im. Krzysztofa Kieślowskiego na Uniwersytecie Śląskim. Słuchacz Mistrzowskiej Szkoły Reżyserii Filmowej Andrzeja Wajdy. W szkole reżyserował krótkie filmy, które zostały pokazane na wielu międzynarodowych festiwalach. Film dyplomowy Kanał otrzymał nagrody na festiwalach w Krakowie i Monachium. Zrealizował filmy dokumentalne, m.in. A Sikh’s Journey Home dla BBC1, Czekając na Deszcz dla TVP1 oraz Mind The Gap, w koprodukcji polsko-angielskiej.
Jest reżyserem sztuki teatralnej we własnej adaptacji Śmierć Pięknych Saren wg prozy Oty Pavla (2006) dla Fundacji Sztuki Arteria. Pracował także przy produkcji seriali Daleko od noszy i Ale się kręci dla Telewizji Polsat.
Członek Stowarzyszenia Filmowców Polskich.

## Najważniejsze filmy[3]
- 2002: Kanał (etiuda; nagroda jury na XXII Festiwalu Szkół Filmowych w Monachium oraz nagroda na Międzynarodowym Festiwalu Filmowym „Etiuda & Anima” w Krakowie)[4]
- 2004: Sceny z powstania warszawskiego (Teatr Telewizji; współautorzy: K. Lewińska, A. Smoczyńska, B. Konopka)[5]
- 2008: A Sikh’s Journey Home (film dokumentalny dla BBC1)
- 2009: Czekając na deszcz (film dokumentalny dla TVP, Wyróżnienie Komisji Artystycznej na Festiwalu Form Dokumentalnych „Nurt” w Kielcach)[6]
- 2010: Mind the gap (film dokumentalny, produkcja: PISF i BBC)[7][8][9]
- 2014: Na dystans (film fabularny krótkometrażowy, produkcja Studio Munka)[10]